# خور موسی
خور موسی یکی از خورهای خلیج‌فارس که در محدوده بخش بندر امام خمینی در شهرستان ماهشهر استان خوزستان است.

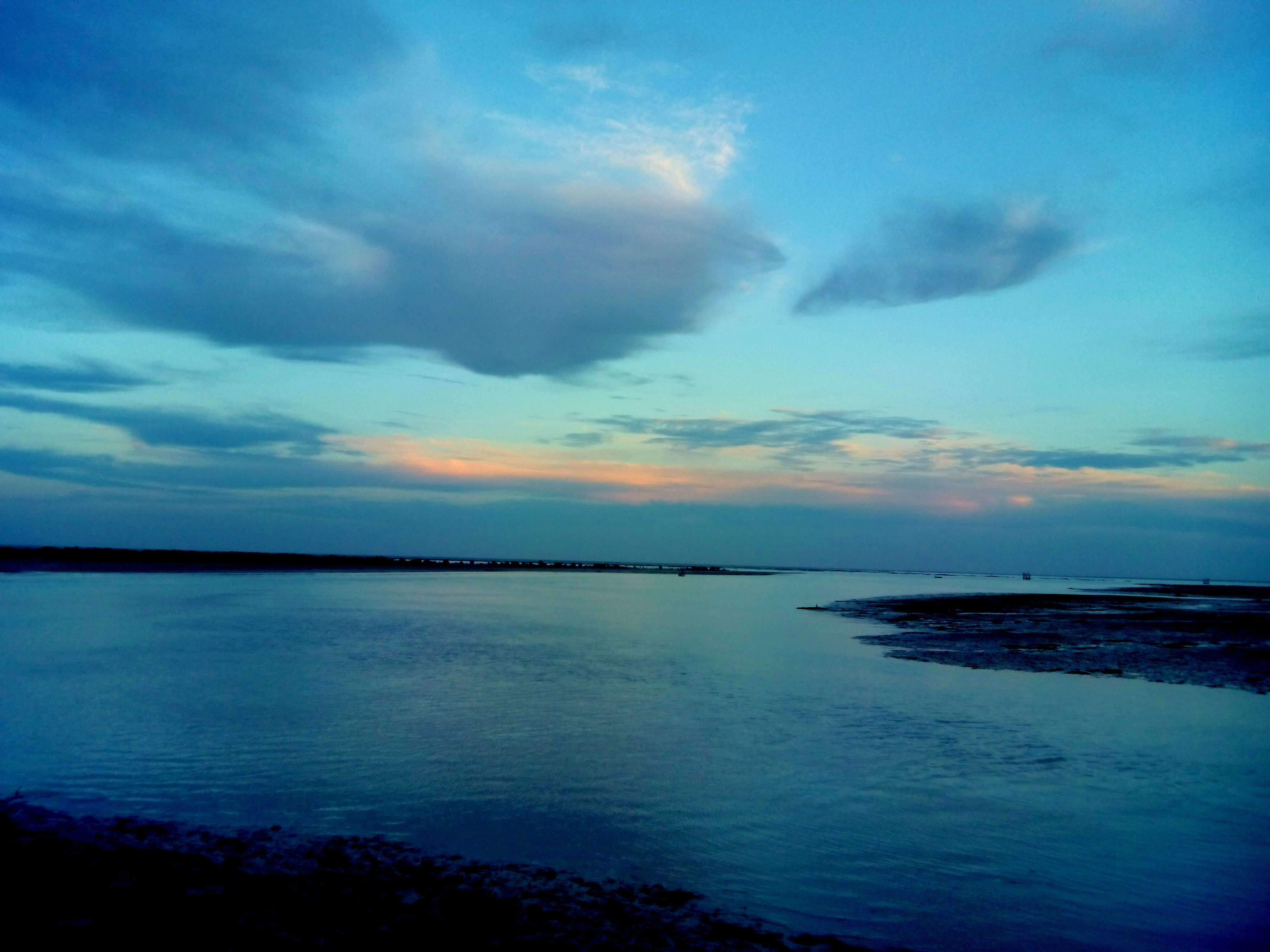
خور موسی

خور در فارسی به شاخه‌ای از دریا گفته می‌شود که به خشکی داخل شده باشد و موسی گفته می‌شود که ناخدای معروفی بوده که این خور به نام او نامیده شده است.

## جغرافیا
خور موسی شاخهٔ مثلث‌شکلی است در منتهی‌الیه شمال غربی خلیج‌فارس. رأس این مثلث راست‌گوشه در شمال است و قاعدهٔ آن بر خط ۳۰ درجه عرض شمال منطبق می‌شود.
ژرفای خورموسی ۲۰ تا ۵۰ متر است که در برخی نقاط به ۷۳ متر نیز می‌رسد. وجود چنین عمقی باعث شده تا کشتی‌های ۷۰ هزار تنی نیز به سهولت در این آبراه رفت وآمد کنند.
ژرفترین جای این خور خطی است که از رأس به قاعده شکل مثلث کشیده می‌شود. زمین‌های پیرامون این خور گِل‌زار هستند. و ارتفاع آن‌ها از سطح دریا از ۲ تا ۴ متر است.
پهنای دهانه آن ۳۷ تا۴۰ کیلومتر و طول آن از دهانه تا بندر امام خمینی ۹۰ کیلومتر و تا ماهشهر ۱۲۰ کیلومتر است.
خورهای کوچک دیگری از خور موسی منشعب می‌شوند که بیشتر در کنارهٔ باختری آن قرار دارند و از جنوب به شمال عبارت‌اند از خور سِلِچ، خور مِلْح، خور قَناقه، خور مریموس و در شمال غربی خور دورق.
بخش که میان جزیرهٔ قبر ناخدا و کرانهٔ خاوری خشکی اصلی قرار دارد خور غَزْلان نام گرفته.
کشتیهای نفتکش که به طرف بندر امام خمینی در حرکت هستند، می‌بایست از خور موسی عبور کنند. این آبراهه یکی از مهم‌ترین آبراهه‌های طبیعی است و کشتی‌های تا ۱۰۰ هزار تن برای ورود به بندر امام خمینی باید از این آبراهه بگذرند.
در حدود ۶۰فروند شناوه (بویه) برای مشخص شدن گذرگاه کشتی‌ها از دهانه خور موسی تا بندر امام خمینی استقرار یافته است.
بیش از ۱۸۱۶ نفر از مردم بومی خور موسی از ماهیگیری گذران زندگی می‌کنند.

## شهرها و جزیره‌ها
در شمال این خور بندر امام خمینی و بندر ماهشهر و منطقه ویژهٔ اقتصادی پتروشیمی ماهشهر قرار دارد.
در دهانهٔ این خور سه جزیره بونه، دارا و قبر ناخدا قرار دارد و در درونهٔ خور جزیره‌های کوچک نامسکونی زیادی وجود دارد.

## جانوران
بیشترین پراکنش ماهی حلوا سفید با نام محلی زبیدی در خلیج‌فارس، در منطقه خور موسی و جزیره قشم است.
گیلان‌شاه خالدار از پرندگان این خور و نهنگ و دلفین و فریاله از آبزیان آن هستند.
متأسفانه با ورود حجم زیادی از پساب‌های صنایع پتروشیمی بدون تصفیه شدن به خور موسی، زیست‌بوم‌ها و گونه‌های جانوری و همچنین گردشگری خور موسی در معرض نابودی است.
خور به معنای پستی زمین است

## رویدادها
یک ناو آمریکایی در تاریخ ۱۳۸۴/۲/۶ و به منظور توقیف یک کشتی نفت‌کش پانامایی در حوالی خور موسی به آب‌های ایران وارد شد.
در ۱۶ آبان ۱۳۸۵ هم یک ناوشکن آمریکایی به آب‌های سرزمینی جزیره ابوموسی نزدیک شد که با اخطار نیروی دریایی ارتش جمهوری اسلامی ایران از منطقه خارج شد.

## گردشگری در خور موسی
خور موسی با داشتن گونه‌های جانوری متفاوت از جمله دلفین‌های گوژپشت و پرندگان دریایی مانند فلامینگو‌ها، کفچه نوک‌ها، اگرت‌های ساحلی، سلیم‌های خرچنگ خوار، پرستوهای کاکلی، پرستوهای دریایی، پرستوهای پشت دودی، خرچنگ‌های کوچک، گلخورک‌ها و انواع ماهی‌ها جاذبه گردشگری خوبی برای دوستداران طبیعت می‌باشد.
در خور موسی جزایر بکر تحت مدیریت سازمان حفاظت محیط زیست و مناظر ساحلی زیبایی وجود دارند.
همچنین شهرداری بندر ماهشهر در حال ایجاد بازارچه ساحلی و مکان تفریحی با حدود ۹۰ آلاچیق و … می‌باشد که در صورت تکمیل می‌تواند پذیرای گردشگران از سراسر کشور باشد.
هر ساله در ایام نوروز نیز کشتی تفریحی خور پیما در خور موسی قرار دارد که می‌تواند جاذبه گردشگری خوبی برای مسافران نوروزی باشد.

## نگارخانه

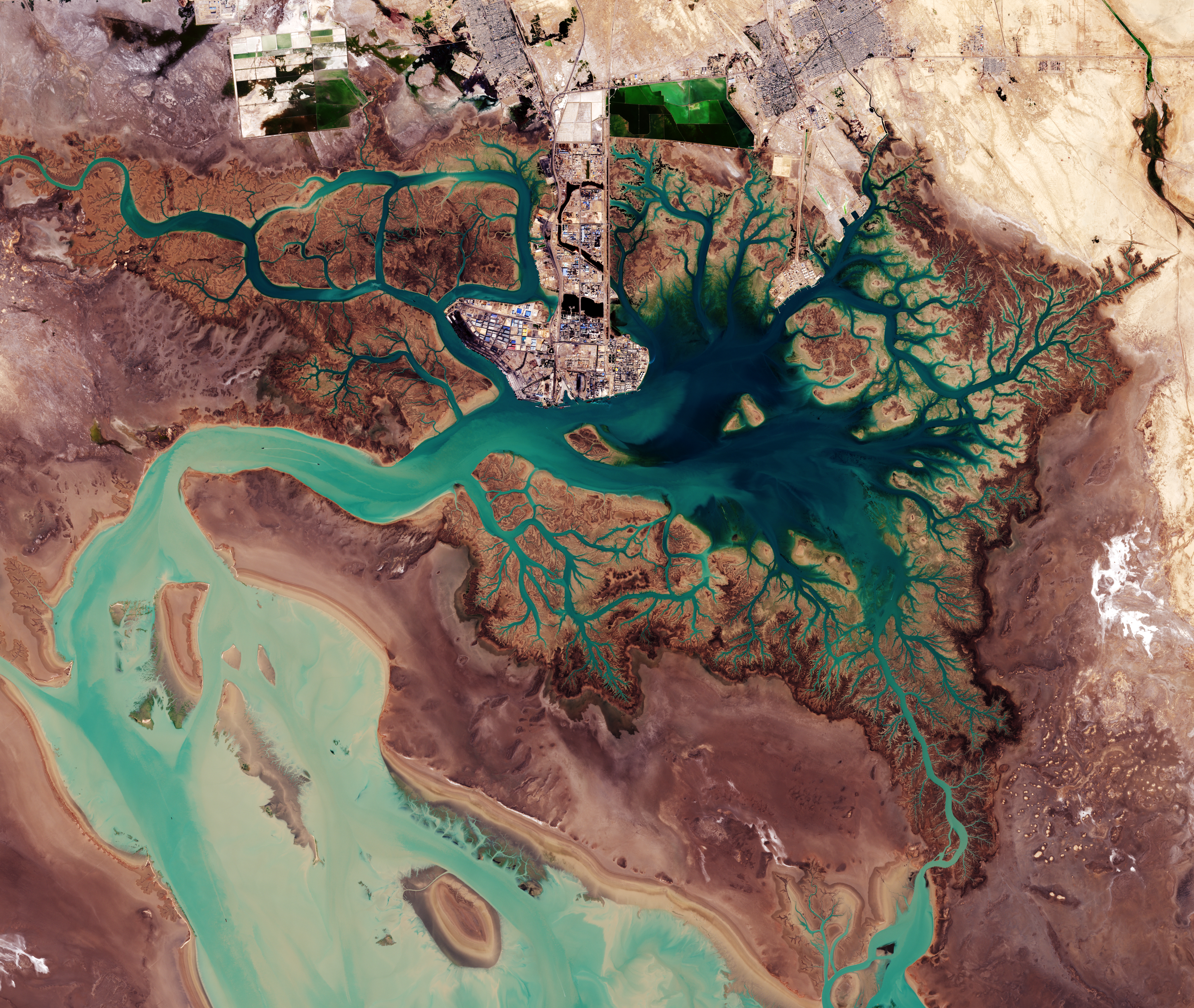
تصویر ماهوارهٔ سنتینل-۲اِی از خور موسی در ۱۳ ژانویهٔ ۲۰۱۷
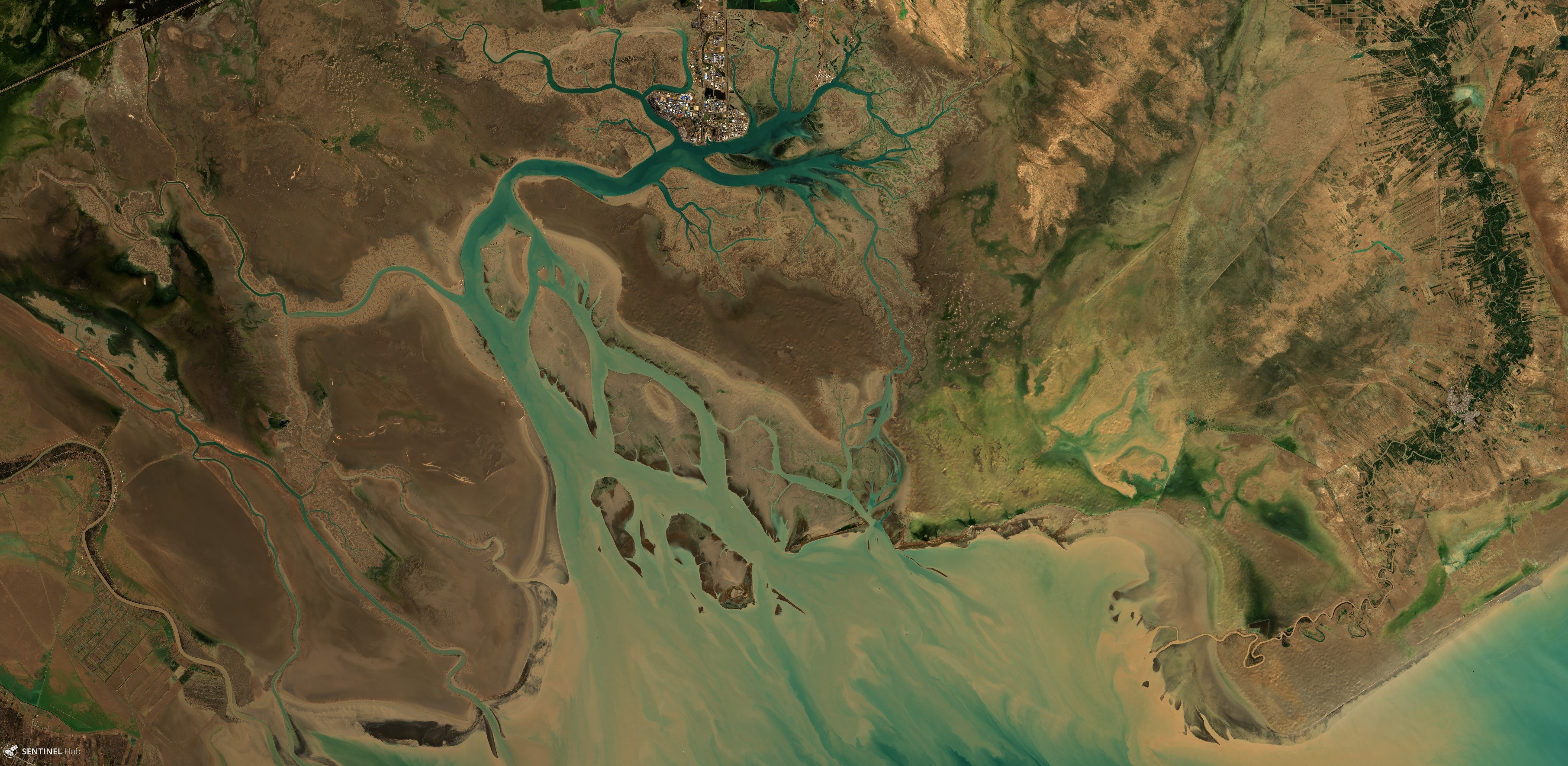
تصویر ماهواره‌ای خور موسی
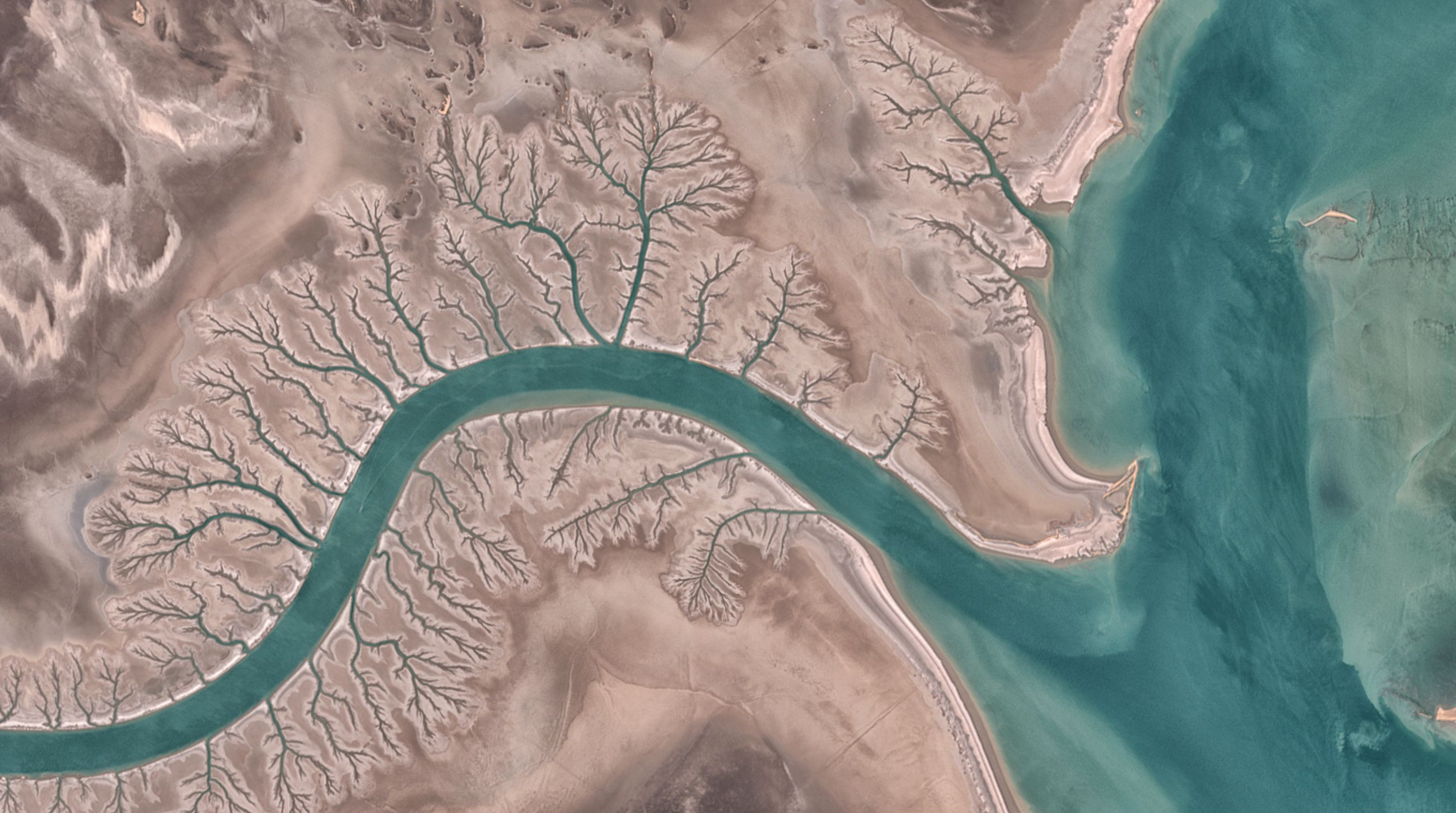
تصویر ماهوارهٔ سنتینل-۲اِی از رودخانه‌ای در پناهگاه حیات وحش شادگان
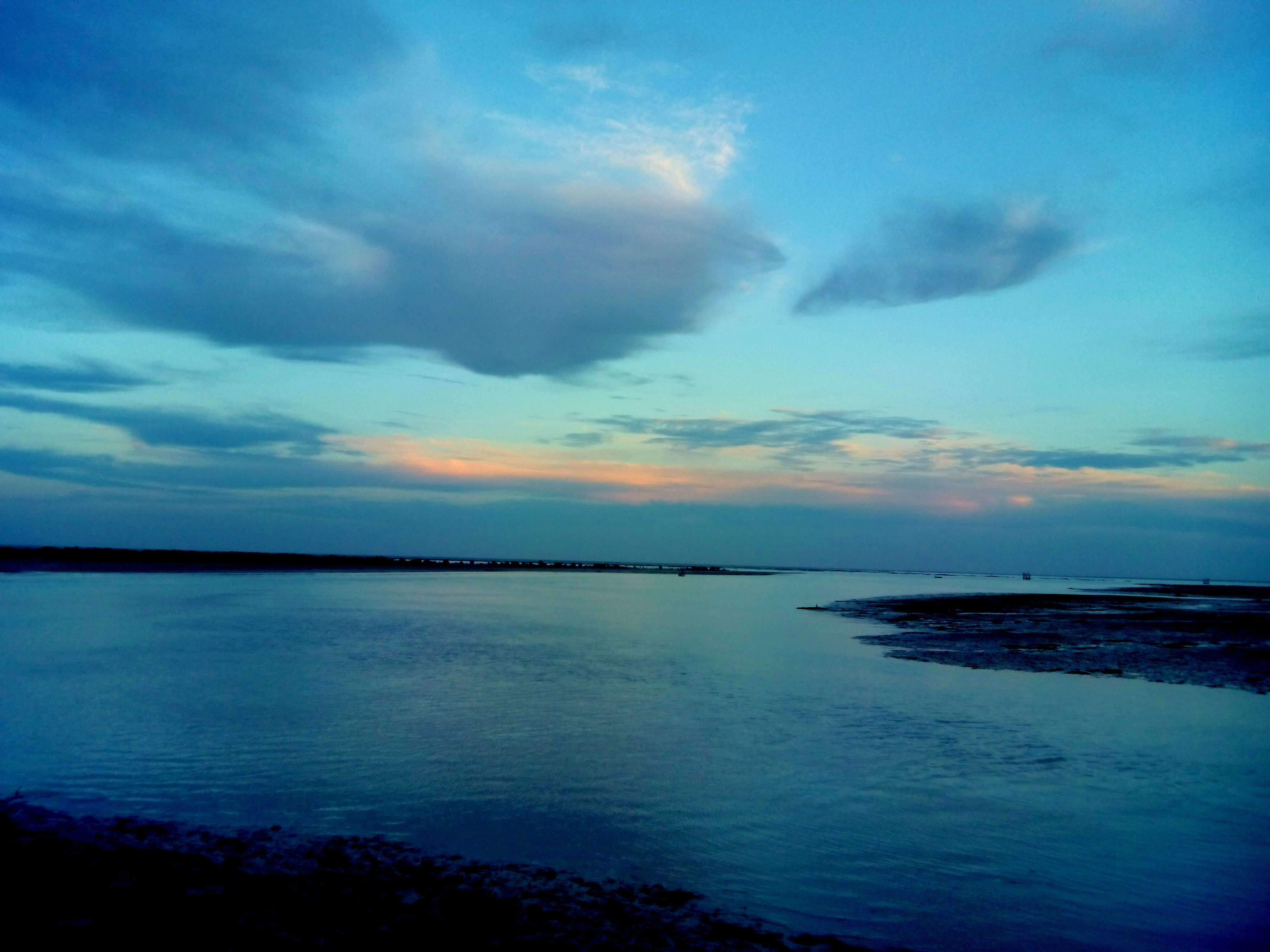
نمایی از خور موسی از روی زمین